# 하늘을 걷는 남자
《하늘을 걷는 남자》(영어: The Walk)는 2015년 공개된 미국의 전기 영화로, 프랑스의 줄타기꾼 필리프 프티의 전기를 그린다. 로버트 저메키스가 연출하고 크리스토퍼 브라운과 저메키스 감독이 각본을 썼다. 조지프 고든레빗이 주인공 필리프 프티 역을 연기하며, 그밖에 벤 킹즐리, 샤를로트 르 봉, 제임스 배지 데일 등이 출연한다.
필리프 프티의 전기 영화로는 이미 2008년 제임스 마시 감독의 《맨 온 와이어》가 있었다.

## 출연

### 주연
- 조셉 고든 레빗
- 벤 킹슬리
- 샬롯 르 본
- 제임스 뱃지 데일
- 벤 슈와츠
- 스티브 발렌타인

### 조연
- 세르지오 디 지오
- 마크 카마초
- 제이슨 블리커
- 제이슨 드라인
- 베네딕트 사무엘
- 끌레망 시보니

## 기타
- 미술: 나오미 쇼핸
- 의상: 서티랫 앤 라라브
- 배역: 스콧 보랜드
- 배역: 빅토리아 버로우즈